# Yvrac
Yvrac – miejscowość i gmina we Francji, w regionie Nowa Akwitania, w departamencie Żyronda.
Według danych na rok 1990 gminę zamieszkiwało 2185 osób, a gęstość zaludnienia wynosiła 258 osób/km² (wśród 2290 gmin Akwitanii Yvrac plasuje się na 197. miejscu pod względem liczby ludności, natomiast pod względem powierzchni na miejscu 1172.).